# NGC 1358
NGC 1358 is een balkspiraalstelsel in het sterrenbeeld Eridanus. Het hemelobject werd op 5 oktober 1785 ontdekt door de Duits-Britse astronoom William Herschel.

## Synoniemen
- PGC 13182
- MCG -1-10-3